# Gesche Gottfried

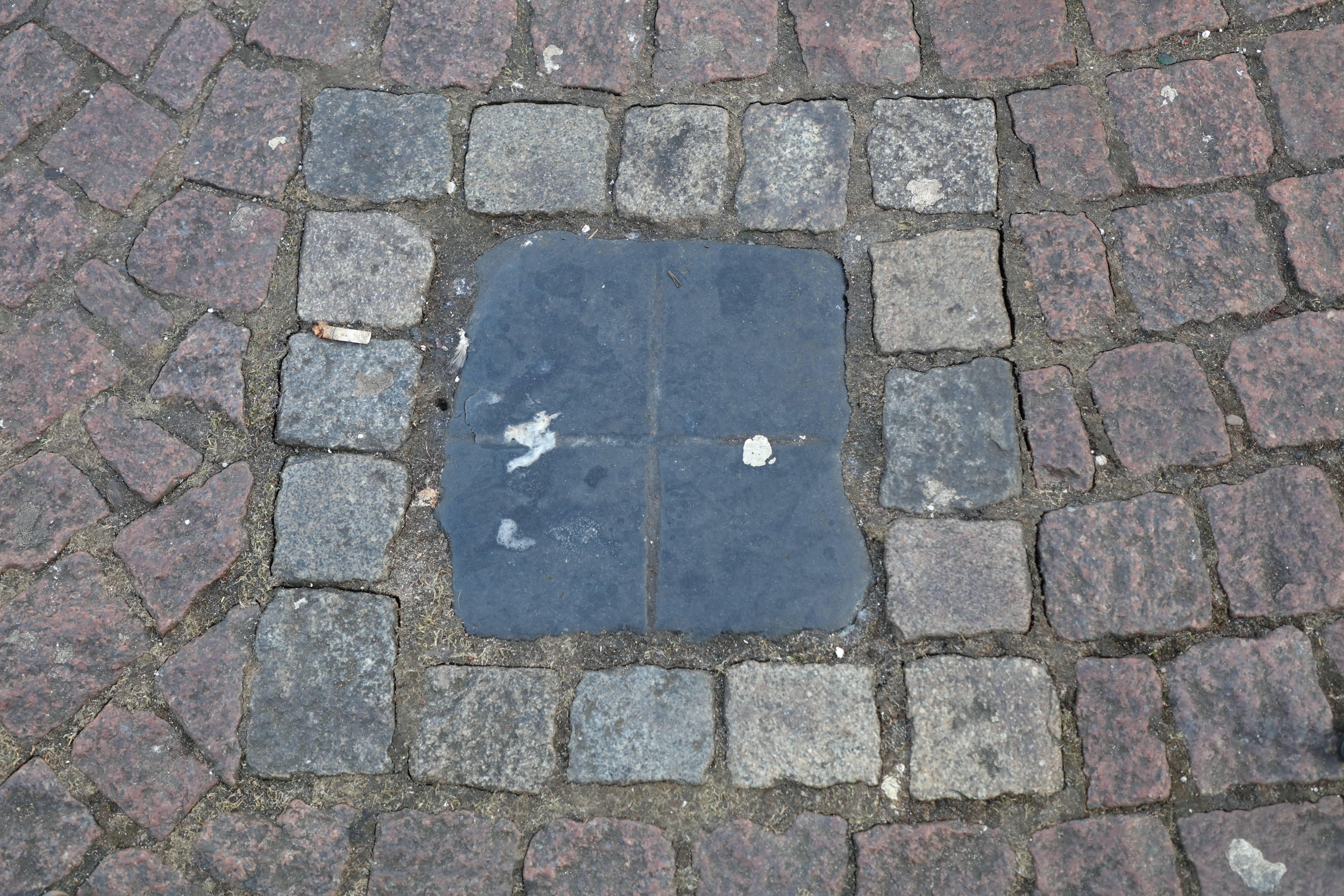
Místo v parku Domshof v Brémách, kde byla Gesche Gottfried popravena

Gesche Margarethe Gottfried, rozená Gesche Margarethe Timm (6. března 1785 Brémy – 21. dubna 1831 Brémy), byla německá sériová vražedkyně, která zabila své děti, manžela, snoubence a své rodiče. Byla poslední veřejně popravenou osobou v Brémách.

## Život
Gesche Gottfried se narodila do chudé rodiny. Měla bratra, dvojče jménem Johann Timm (po otci). Její rodiče se více věnovali synovi než dceři. Důvody vražd Gesche Gottfried jsou nejasné a široce se diskutuje o tom, že již v dětství trpěla Münchhausenovým syndromem, velmi běžnou psychickou poruchou u sériových a masových vrahů.

## Vraždy
Oběťmi Gesche Gottfried byly mj. její první a druhý manžel, snoubenec, její děti a rodiče. Vraždila je tak, že jim podala arsen, který vmíchala do jídla.
Oběti – první série vražd:
- 1. října 1813 – Johann Miltenberg (první manžel)
- 2. května 1815 – Gesche Margarethe Timm (matka)
- 10. května 1815 – Johanna Miltenberg (dcera)
- 18. května 1815 – Adelheid Miltenberg (dcera)
- 28. června 1815 – Johann Timm (otec)
- 22. září 1815 – Heinrich Miltenberg (syn)
- 1. června 1816 – Johann Timm (bratr)
- 5. července 1817 – Michael Christoph Gottfried (druhý manžel)

Druhá série vražd (po šestileté pauze):
- 1. června 1823 – Paul Thomas Zimmermann (snoubenec)
- 21. března 1825 – Anna Lucia Meyerholz (učitelka hudby a přítelkyně Gesche Gottfried)
- 5. prosince 1825 – Johann Mosees (soused a přítel)
- 22. prosince 1826 – Wilhelmine Rumpff (paní domácí)
- 13. května 1827 – Elise Schmidt (tříletá dcera Bety Schmidtové)
- 15. května 1827 – Beta Schmidt (služebná)
- 24. července 1827 – Friedrich Kleine (přítel a věřitel, byl zabit ve městě Hannover)

## Uvěznění
Dne 6. března 1828, v den svých čtyřicátých třetích narozenin, byla Gesche Gottfried zatčena a poté odsouzena ke smrti stětím. Dne 21. dubna 1831 byla veřejně popravena a byla to poslední veřejná poprava v historii Brém.